# Provincia de Arjangai
La aymag de Arjangai (mongol: Архангай аймаг) es una de las 21 aymag (provincias) de Mongolia. Está situada en el centro del país, cubriendo un total de 55 300 kilómetros cuadrados para una población de 97 091 habitantes (datos del año 2000). Su capital es Tsetserleg.